# Geist und Tat

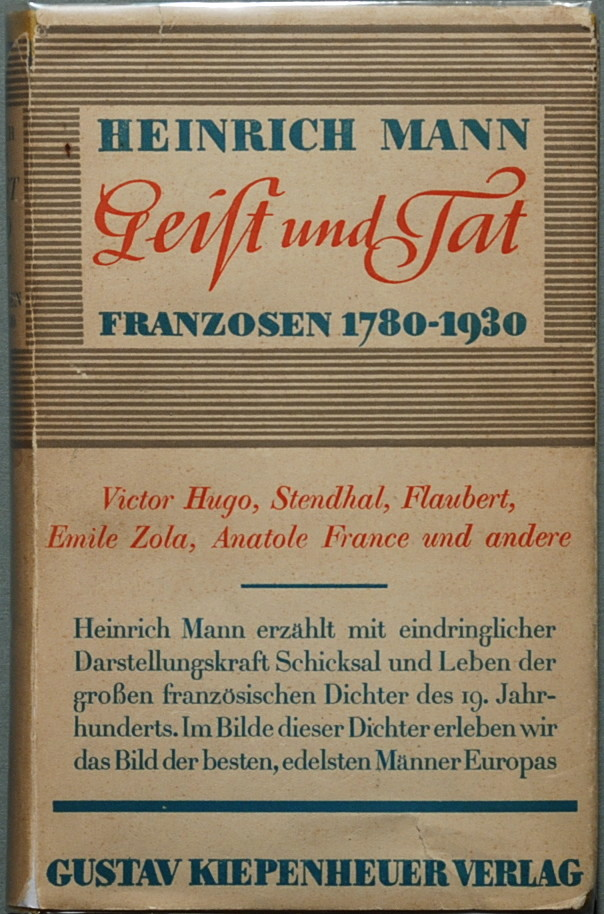
Erstdruck

Geist und Tat. Franzosen 1780–1930 ist der Titel einer Sammlung von biographischen Essays, die Heinrich Mann 1931 im Gustav Kiepenheuer Verlag Berlin veröffentlichte.
Sie enthält Beiträge über Choderlos de Laclos (zuerst 1905 erschienen), Stendhal, Victor Hugo (zuerst 1925), Gustave Flaubert und George Sand (zuerst 1905), Émile Zola (zuerst 1915), Anatole France (zuerst 1924) und Philippe Soupault (zuerst 1928).
Heinrich Mann hatte bereits 1911 einen provokanten Essay „Geist und Tat“ in der von Wilhelm Herzog und Paul Cassirer herausgegebenen Kulturzeitschrift Pan veröffentlicht, der deutschen Schriftstellern die französischen republikanischen Intellektuellen als Vorbild empfahl und die politische Gleichgültigkeit, Innerlichkeit und Obrigkeitshörigkeit seiner deutschen Kollegen scharf kritisierte.

Der Zola-Essay im Buch spielte eine große Rolle bei seinem Zerwürfnis mit dem jüngeren Bruder Thomas Mann während des Ersten Weltkriegs, das schließlich bis 1922 andauerte. Dort finden sich die beiden Sätze, auf deren Aussage der Titel der Essaysammlung anspielt:
„Literatur und Politik hatten denselben Gegenstand, dasselbe Ziel und mußten einander durchdringen, um nicht beide zu entarten. Geist ist Tat, die für den Menschen geschieht; – und so sei der Politiker Geist, und der Geistige handle!“

## Ausgaben
- Gustav Kiepenheuer Verlag, Berlin 1931; Weimar 1946; Leipzig und Weimar 1980, Gustav Kiepenheuer Bücherei.
- Deutscher Taschenbuch Verlag, München 1961, dtv (Band 100).
- Suhrkamp Verlag, Frankfurt am Main 1981, Bibliothek Suhrkamp (Band 732).
- Fischer Taschenbuch Verlag, Frankfurt am Main 1997, Studienausgabe in Einzelbänden, Fischer Taschenbuch (Band 12860), ISBN 3-596-12860-9.